# (7330) Annelemaître
(7330) Annelemaître est un astéroïde de la ceinture principale aréocroiseur.

## Description
(7330) Annelemaître est un astéroïde aréocroiseur. Il fut découvert par Edward L. G. Bowell le 15 octobre 1985 à la station Anderson Mesa de l'observatoire Lowell. Il présente une orbite caractérisée par un demi-grand axe de 2,35 UA, une excentricité de 0,302 et une inclinaison de 21,62° par rapport à l'écliptique.
Il fut nommé en l'honneur de la mathématicienne belge Anne Lemaître (née en 1957).

## Compléments